# Elisabet Schettler
Elisabet Marianne Schettler (* 10. August 1913 in Neustadt, jetzt Chemnitz; † 15. Mai 2003 in Chemnitz) war eine deutsche Malerin, Grafikerin und Bildhauerin.

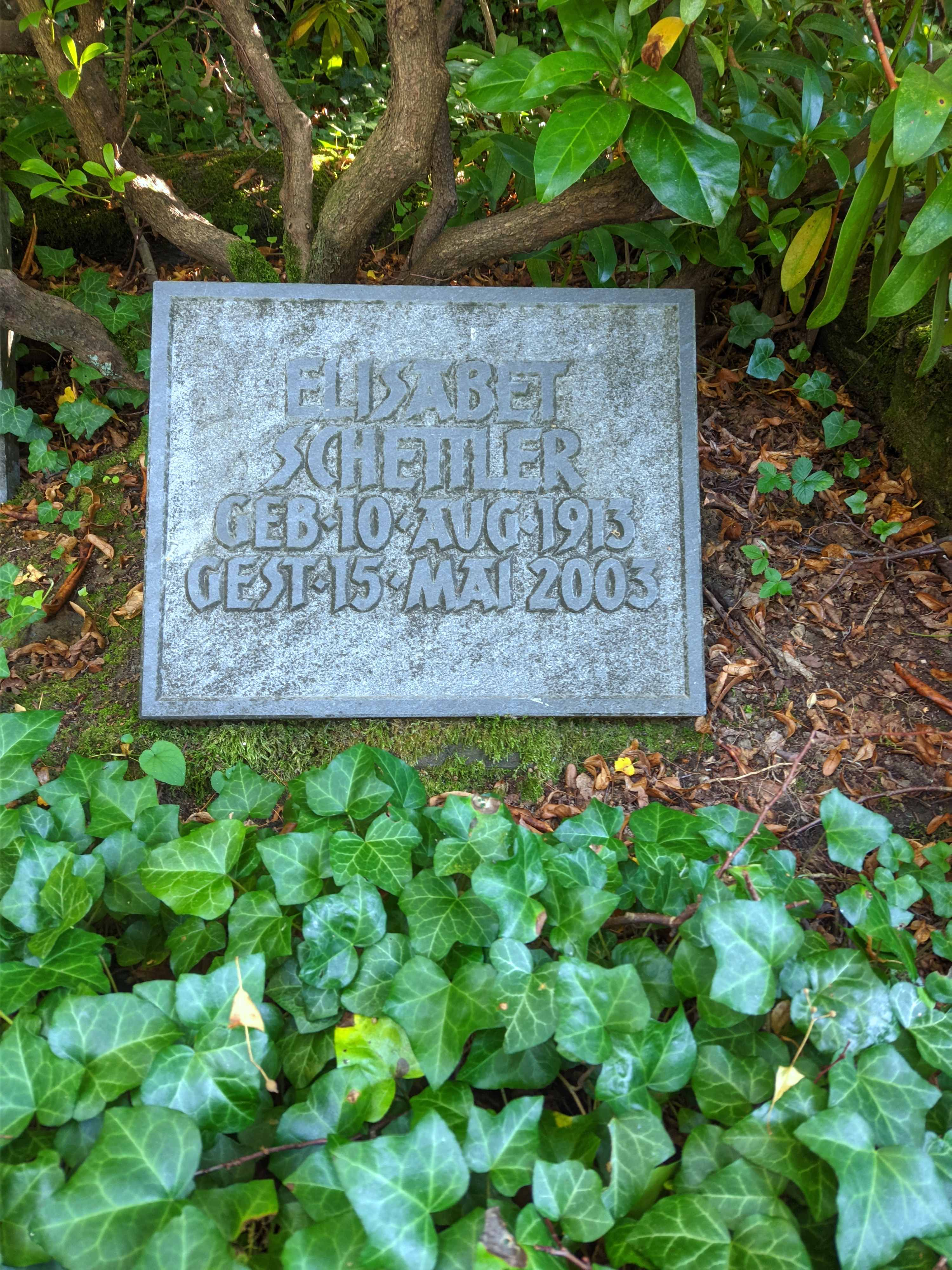
Grabstein von Elisabet Schettler auf dem Friedhof in Chemnitz-Schönau

## Leben und Werk
Elisabet Schettler lebte in Chemnitz-Schönau. Sie war die jüngste Tochter ihrer Eltern Paula Schettler (geb. Winter) und Richard Schettler. Während die ältesten Zwillingsbrüder Erich und Herbert in das väterliche Geschäft einstiegen, wurden die Töchter Ilse Schettler und Elisabet Schettler erfolgreich künstlerisch gefördert.
Elisabet Schettler absolvierte die Grundschule in Schönau und ging schon mit 17 Jahren an die Kunstakademie Düsseldorf zu Anneliese Wagner-Poldrock (1890–1969), der Ehefrau von Friedrich Wagner-Poltrock, die die Familie aus Chemnitz kannte. 1932–1934 studierte sie an der Kunstgewerbeschule und dann bei Georg Walter Rössner an den Vereinigten Staatsschulen für freie und angewandte Kunst in Berlin-Charlottenburg.
In Chemnitz nahm sie später außerdem Unterricht bei Martha Schrag. Während des Zweiten Weltkriegs war sie als Arbeitstherapeutin in Lazaretten der Wehrmacht eingesetzt.
Nach Kriegsende arbeitete Elisabet Schettler als freischaffende Künstlerin in Chemnitz bzw. Karl-Marx-Stadt. Sie war ab 1950 Mitglied des Kulturbunds der DDR, in dem sie im Arbeitskreis zur Pflege des Werks Ernst Barlachs mitarbeitete. Für diese Tätigkeit wurde sie wiederholt geehrt.
Sie unternahm Studienreisen auf den Balkan. Sie malte Landschaften mit Tieren und Figuren, Blumenstücke und Porträts.

## Werke (Auswahl)
- o. T. / Frauenporträt (Öl, ca. 58 × 43 cm)[2]
- Selbstporträt (Öl, 47 × 62 cm)[3]

## Ausstellungen (mutmaßlich unvollständig)
- 1977: Karl-Marx-Stadt, Galerie Oben („art femina“; mit Elisabeth Ahnert, Irene Bösch, Gerti Hartmann, Erika Klier, Hanna Klose-Greger, Dagmar Ranft-Schinke und Martha Schrag)